# Fettuccia

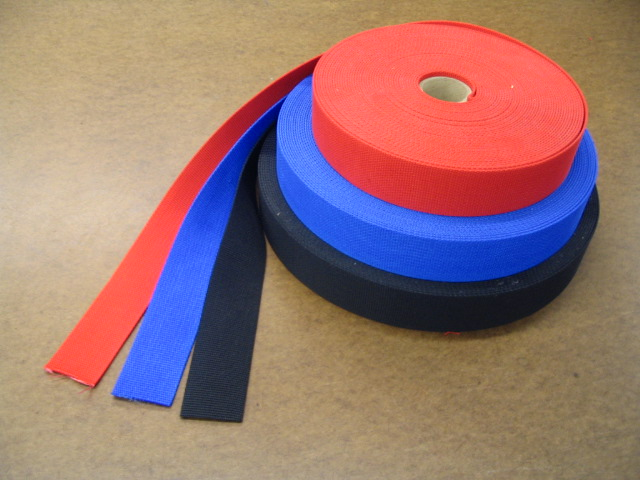
Fettucce colorate

La fettuccia è una striscia sottile di tessuto, diminutivo di fetta di nastro o tessuto. Non è sempre tagliata da una pezza di stoffa ma tessuta con la larghezza necessaria (da 5 mm a qualche cm) in modo che i suoi bordi, che corrispondono alla cimossa, siano ben rifiniti. Tradizionalmente però, nasce dallo scarto delle cimose dei tessuti. 
Differisce da un nastro sia per l'utilizzo che per le caratteristiche tecniche.

## Struttura
La fettuccia viene tessuta con un'armatura a tela, a differenza di un nastro che è a raso o di una spighetta che è a saia, armatura che gli conferisce una certa rigidità sia sulla lunghezza che sullo sbieco.

## Uso
La fettuccia non ha un impiego decorativo bensì strutturale, serve per:
- rinforzo, in sartoria per contrastare cuciture su tessuti leggeri, per reggere arricciature e pences, per coprire orli o rifiniture in dritto filo,
- legatura, come laccio per grembiuli, occhiello di asciugamani, chiusura di oggetti d'uso, dove non serve una particolare attenzione all'estetica.
- anima di oggetti più complessi, se cerata o plastificata diventa la parte portante del metro da sarto o della bindella.
- creare un limite di accesso a zone provvisoriamente non agibili posizionata da Polizia o Carabinieri.
- nello sport per delimitare i tracciati.

Il materiale più usato è il cotone anche se può essere fatta con fibre sintetiche.